# Freundschaftsvertrag zwischen dem Deutschen Reich und Tonga

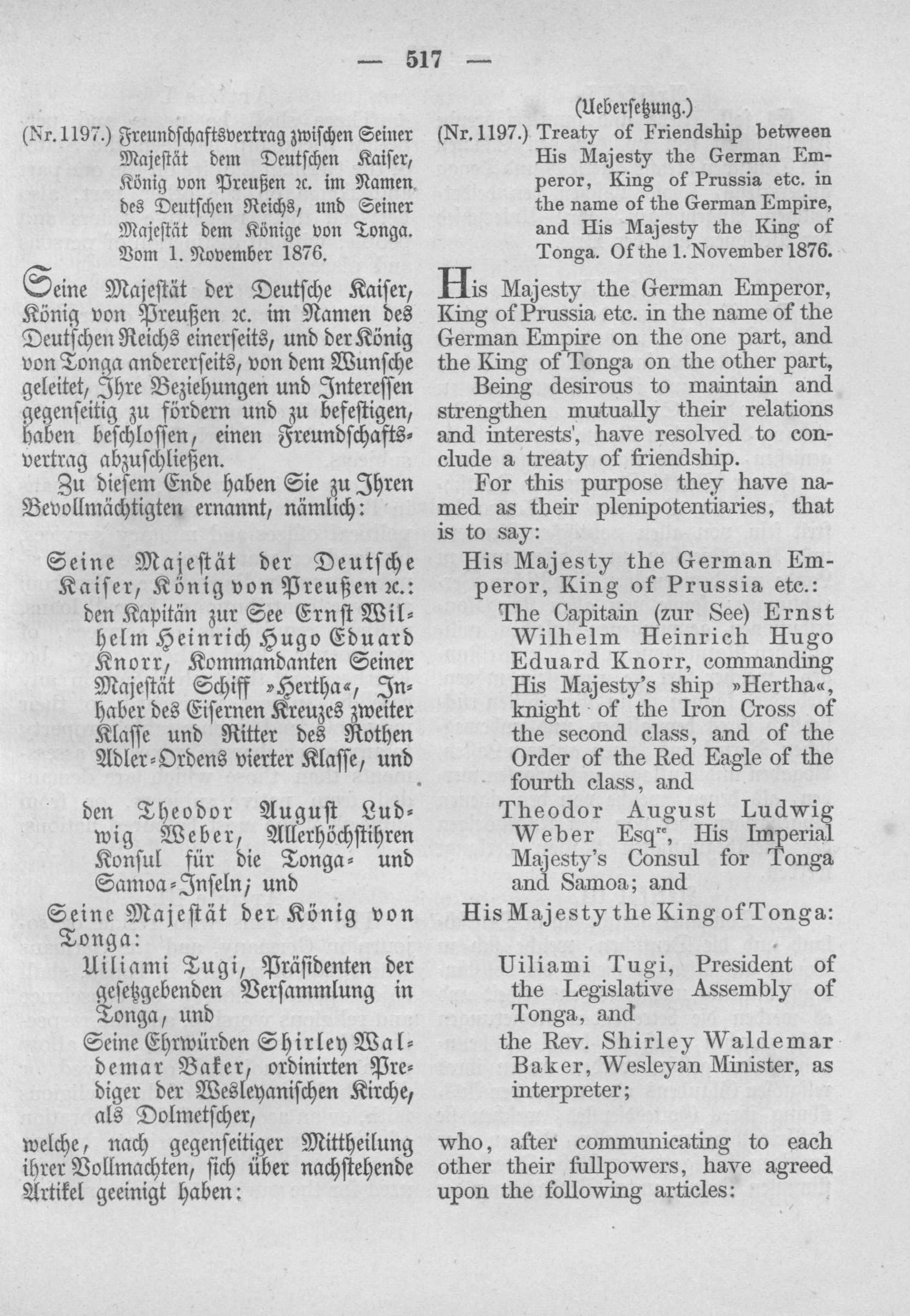
Original des deutsch-tongaischen Freundschaftsvertrags von 1876 im Reichsgesetzblatt

Der Freundschaftsvertrag zwischen dem Deutschen Reich und Tonga ist ein Vertrag zwischen dem Deutschen Kaiser Wilhelm I. im Namen des Deutschen Reichs und dem König von Tonga, George Tupou I. Er wurde am 1. November 1876 abgeschlossen und am 1. Juni 1977 erneuert.

## Unterzeichnung

Gruppenbild nach Unterzeichnung des deutsch-tongaischen Freundschaftsvertrages, 1876

Der Vertrag wurde von deutscher Seite durch den damaligen Kapitän zur See Eduard von Knorr sowie den Konsul für die Tonga- und Samoa-Inseln, Theodor Weber, unterzeichnet. Tongaischerseits wurde der Vertrag von Uiliami Tugi, dem Präsidenten der Legislativen Versammlung sowie von Shirley Waldemar Baker, dem ordinierten Prediger der Wesleyanischen Kirche und späteren Premierminister, als Dolmetscher mit unterzeichnet.
Von Knorr befand sich ab 1874 auf einer Reise im Pazifischen Ozean. Ein politischer Hintergrund war die Rivalität zwischen den Großmächten Deutschland, Großbritannien und den USA um koloniale Ansprüche in dieser Pazifik-Region. Unterzeichnungsort war das deutsche Kriegsschiff Hertha im Hafen von Nukuʻalofa auf Tongatapu.

## Inhalt des Vertrags (Auszug)
Die wesentlichen Punkte des Vertrages sind bzw. waren:
- Friede und „immerwährende Freundschaft“ zwischen den Staaten des Deutschen Reiches und Tonga (Artikel 1)
- Schutz der Person und ihres Eigentums für Tonganer in Deutschland und Deutsche in Tonga, Befreiung von Ämtern und Kriegsdiensten (Artikel 2)
- beidseitige Kultus-, Religions- und Gewissensfreiheit (Artikel 3)
- beiderseitige Handelsfreiheit und Sicherung der Seehäfen (Artikel 4)
- freie Benutzung des Grund und Bodens für eine deutsche Kohlestation in der Vavaʻu-Inselgruppe, unbeschadet der tongaischen Hoheitsrechte (Artikel 5)
- Reisefreiheit und Freizügigkeit (Artikel 6)
- Vorbehaltung eines besonderen Konsularvertrages (Artikel 7)
- Verzicht auf Monopole, Entschädigungen und Vorrechte zum Nachteil des jeweiligen Vertragspartners (Artikel 8)
- Zugeständnis ebenso vieler Rechte, wie den meistbegünstigten Nationen in Zukunft eingeräumt werden (Artikel 9)
- Unterzeichnung, Inkrafttretung und Ratifizierung (Artikel 10 und 11)

## Weitere Entwicklung
Im Samoa-Vertrag von 1899 verzichtete das Deutsche Reich zugunsten des Vereinigten Königreichs auf koloniale Ansprüche an den Tonga-Inseln. Der Verzicht war ein Zugeständnis für die Errichtung des „Schutzgebiets“ Deutsch-Samoa. Tonga wurde stattdessen ein britisches Protektorat und ist seit 1970 unabhängig. Der deutsch-tongaische Freundschaftsvertrag besteht fort. Er wurde 1977 erneuert: „Eingedenk des Freundschaftsvertrages vom 1. November 1876, der den Grund für die freundschaftlichen Beziehungen zwischen dem deutschen und dem tongaischen Volke gelegt hat ...“.